# Martin Hačecký
Martin Hačecký (24 de juliol de 1988) és un ciclista txec, professional del 2007 al 2014.
El seu germà Vojtěch, també és un ciclista professional.

## Palmarès en ruta
- 2006
  -  Campió de Txèquia júnior en contrarellotge
  - 1r a la Cursa de la Pau júnior
- 2012
  - 1r al Gran Premi Kralovehradeckeho kraje

- 2008
  -  Campió de Txèquia en Scratch